# Schellfischtunnel
Der Hafenbahntunnel Altona (im Volksmund: Schellfischtunnel) ist ein stillgelegter, 961 m langer Eisenbahntunnel in Hamburg-Altona. Er verband den östlichsten Gleisstrang im Bahnhof Hamburg-Altona mit den unterhalb des Geesthangs an der Elbe gelegenen Gleisanlagen der ehemaligen Altonaer Hafenbahn und dem Altonaer Fischereihafen. Er wurde für Besichtigungen wieder freigegeben.

## „Schiefe Ebene“
Der Tunnel ersetzte eine oberirdische Verbindung, die 1845 in Betrieb genommen wurde, um den Warenumschlag zwischen Wasser und Schiene zu beschleunigen. Damals wurden die Güterwagen auf Rollböcke umgesetzt und per Seilaufzug – anfangs mit einem Pferdegöpel, ab 1849 mit Dampfkraft – über eine 210 m lange Schiefe Ebene mit 15-prozentiger Steigung – zum Bahnhof der 1844 eröffneten König Christian VIII. Ostseebahn geschleppt. Diese Aufzugseinrichtung war bis 1879 in Betrieb und gehörte ebenso wie die Bahnstrecke nach Kiel der Altona-Kieler Eisenbahn-Gesellschaft.
Der Bau des Tunnels wurde 1874 der Firma Johann Hinrich Ehlers zugeschlagen.

## Tunnelverlauf
Der eingleisige Tunnel wurde am 18. Januar 1876 zunächst mit einer Länge von 395 m zwischen dem Elbufer und dem Altonaer Bahnhof eröffnet. Er überwindet dabei einen Höhenunterschied von 30 m. Mit der Verlegung des Bahnhofs Altona nach Norden an seinen heutigen Standort wurde der Tunnel bis 1895 entsprechend verlängert. Er wurde ausschließlich für den Güterverkehr genutzt. Der nördliche Tunnelmund auf der Ostseite des Altonaer Bahnhofs dient seit 1979 als Lkw-Zufahrt, früher zum Untergeschoss eines Kaufhauses, heute eines Hotels und eines Elektronikmarkts. Es handelte sich so bis zur Stilllegung der Bahn um einen der weltweit wenigen unterirdischen Bahnübergänge. Der Tunnel folgt der Hauptverkehrsstraße Max-Brauer-Allee südwärts zum Neuen Altonaer Rathaus, kurz zuvor wird er von der Tunnelstrecke (City-S-Bahn) der S-Bahn unterquert. Auf Höhe des ehemaligen Altonaer Bahnhofs (Südflügel des heutigen Rathauses) schwenkt er nach Südwesten und tritt kurz danach unterhalb des Altonaer Balkons am steilen Geestabhang zu Tage und schloss hier an die Gleisanlagen im Hafen an.

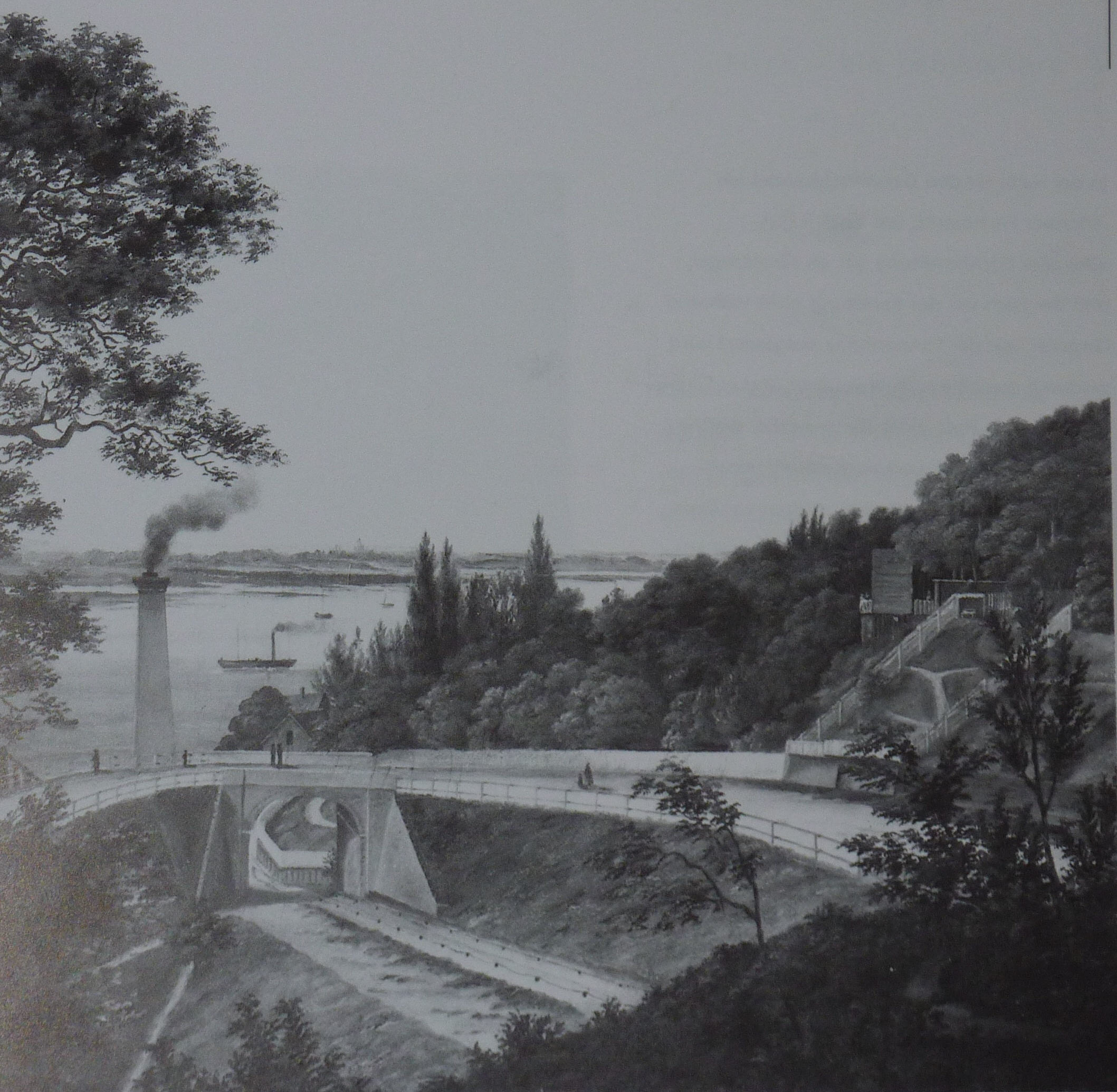
Vorgängeranlage: Schiefe Ebene um 1855
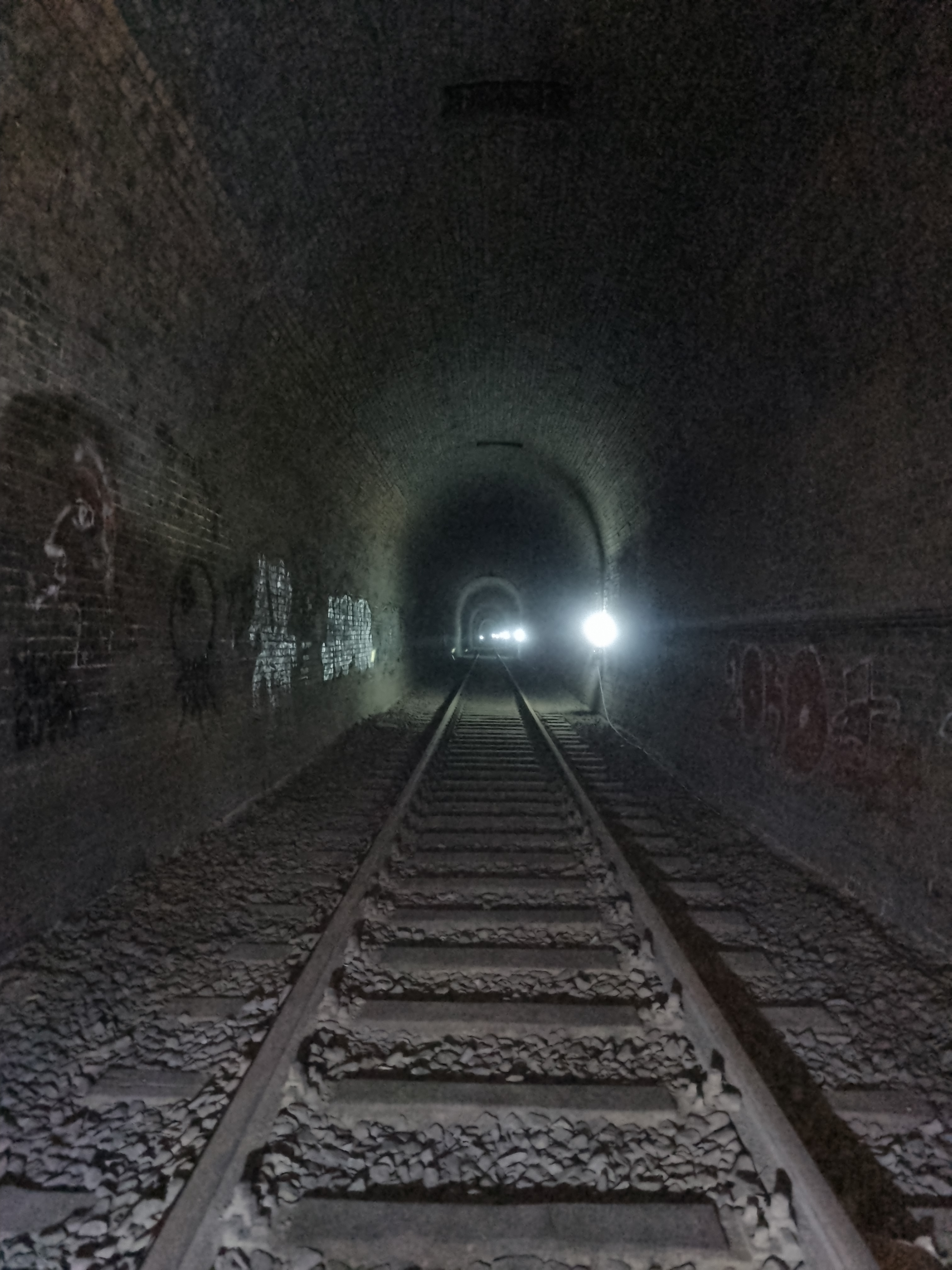
Schellfischtunnel Innenansicht
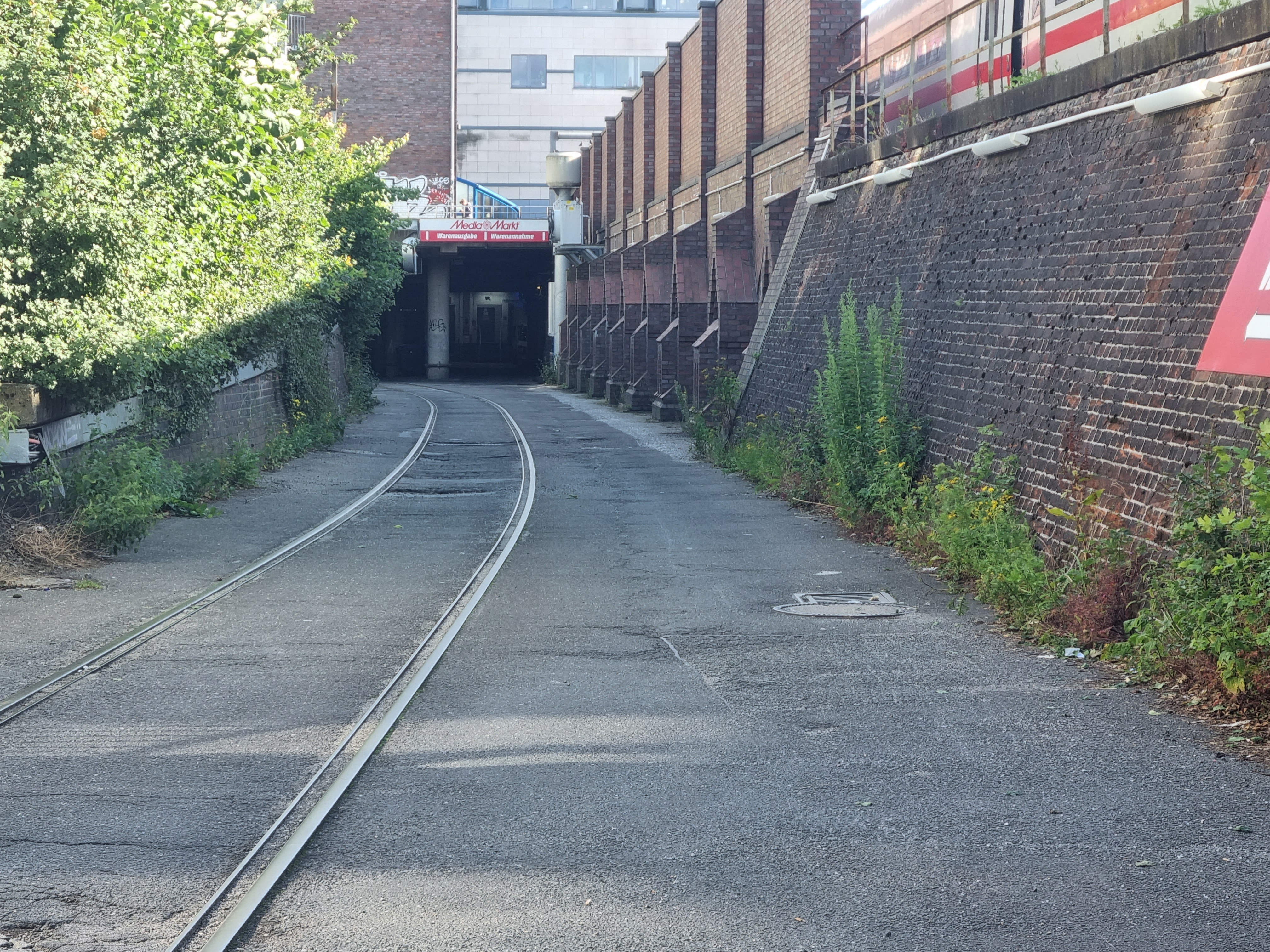
Zufahrt zum Intercity Hotel und Media Markt, die auch zum Schellfischtunnel führt. Man sieht die alten Gleise der Hafenbahn, die auf diesem Abschnitt nicht entfernt wurden.
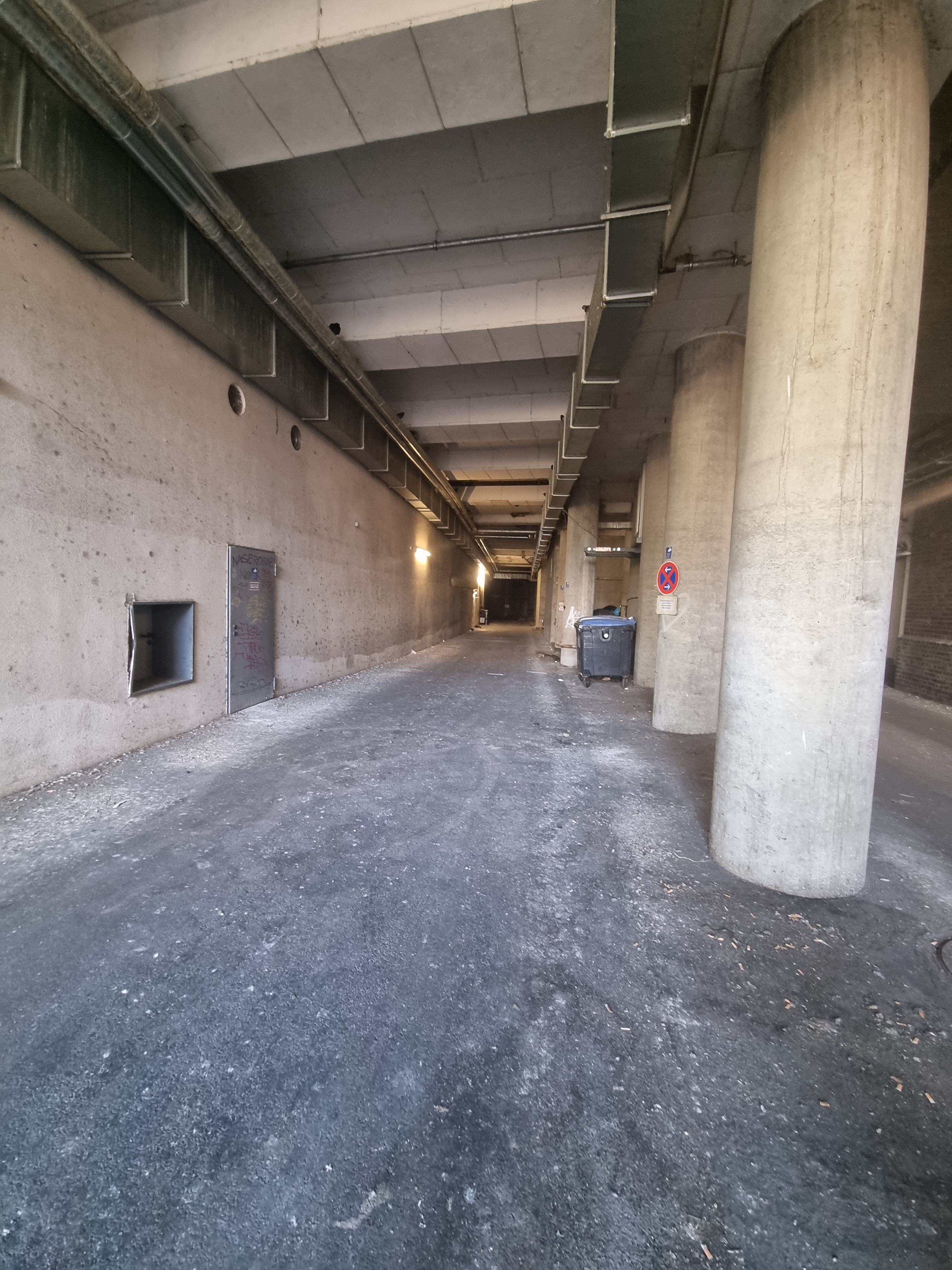
Lieferzufahrt und Zugangsweg zum Nordportal des Hafenbahntunnels. Hier wurden die Gleise entfernt.
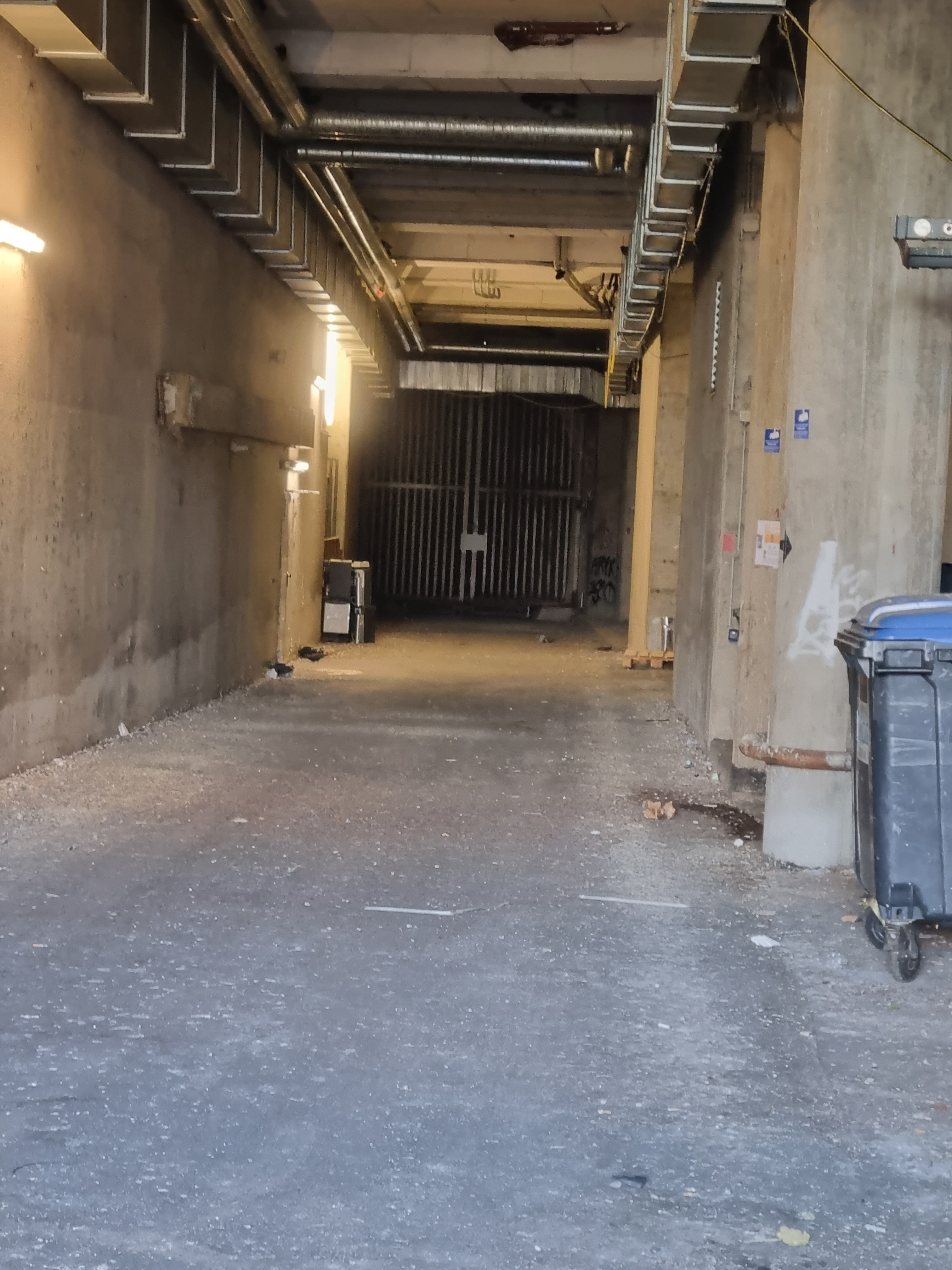
Eingangsportal des Schellfischtunnels am Nordende des Tunnels

## Betrieb
Zwischen 1911 und 1954 war die Altonaer Hafenbahn elektrifiziert und besaß auch im Tunnel eine Oberleitung. Die Spannung im feuchten Tunnel wurde jedoch auf 3 kV begrenzt, um Funkenüberschläge und Kriechströme zu vermeiden.
Anfang der 1930er Jahre wurde das Tunnelgewölbe im südlichen Abschnitt, das aus dem Jahre 1876 stammte, komplett erneuert. Der Tunnel diente während der Luftangriffe im Zweiten Weltkrieg vielen Altonaern inoffiziell als Luftschutzraum.
Nachdem 1992 der letzte gewerbliche Nutzer Transthermos seinen Betrieb verlagerte, wurde die Hafenbahn stillgelegt und der Tunnel an seinem Südportal mit einem Eisengitter verschlossen. Wegen Einsturzgefahr wurde 1998 die Achslast auf den darüber führenden Straßen beschränkt, der Tunnel anschließend saniert, da dies kostengünstiger als ein Abbruch oder eine Verfüllung war.

## Überlegungen zur Wiedernutzung

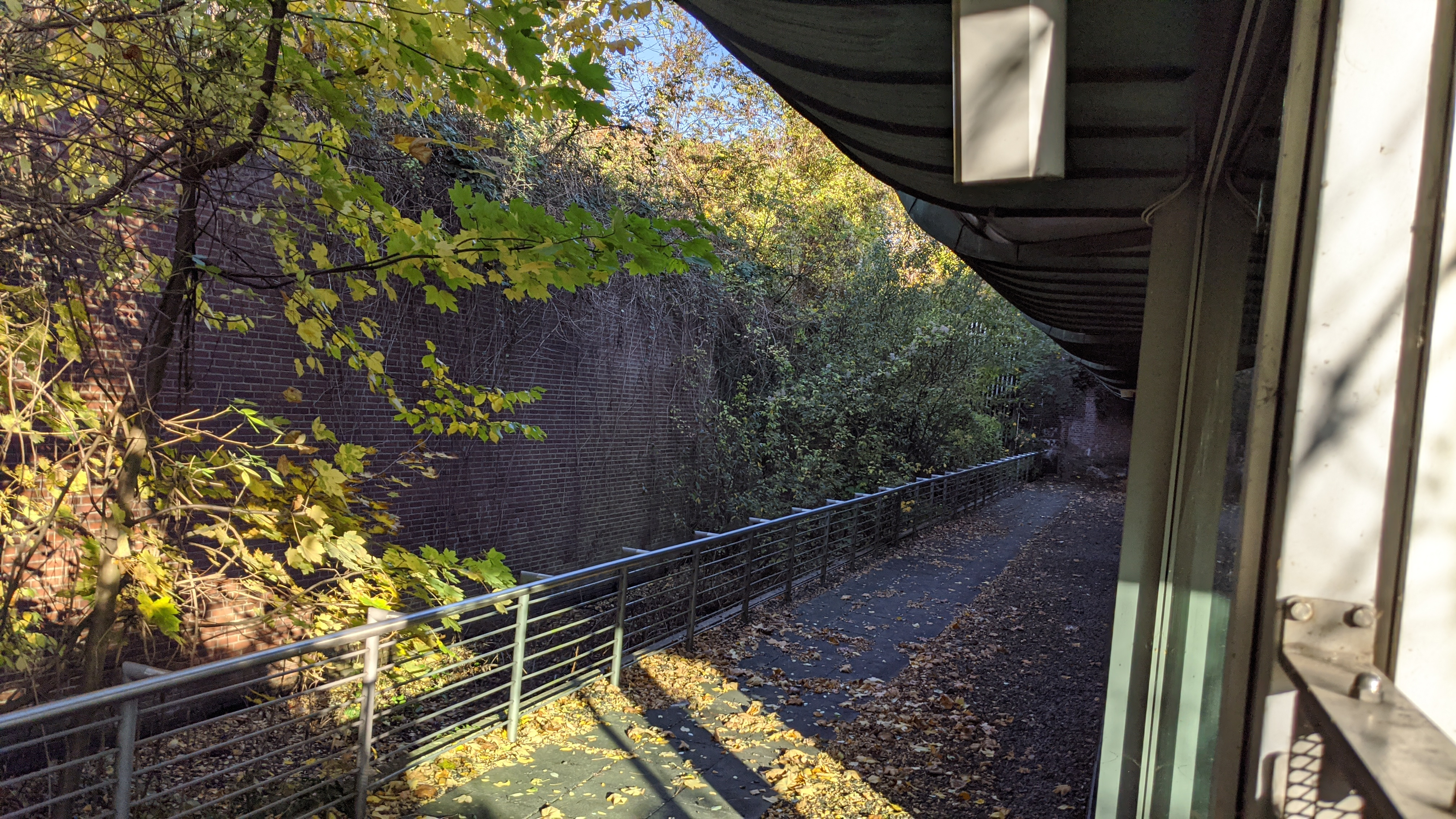
Ungenutzter Bahnsteig

Mitte der 1990er Jahre wurde im Bereich des Altonaer Hafens ein neues Geschäftsviertel errichtet. Zu dessen Erschließung wurde über eine Reaktivierung des Tunnels für den öffentlichen Personennahverkehr mit Spurbus, Stadtbahn oder Ähnlichem spekuliert. An einem der neuen Gebäude wurde bereits ein Bahnsteig errichtet, der seitdem ungenutzt ist.
Aufgrund der hohen Kosten und der ungünstigen Lage zu anderen Verkehrsmitteln, insbesondere am Altonaer Bahnhof, wurde dies nach einer Untersuchung im April 2005 verworfen. Im September 2006 startete der damalige Altonaer Bezirksamtsleiter Hinnerk Fock einen erneuten Vorstoß zur Reaktivierung der Tunnelbahn. Gut ein Jahr später kam ein Gutachten der TU Harburg zu dem Ergebnis, dass es nicht wirtschaftlich sei, in dem Tunnel öffentlichen Nahverkehr zu betreiben.
Seit 2022 bietet ein Verein Führungen durch den Tunnel an.